# 陈明明
陈明明（1950年8月18日—），男，山东夏津人，中华人民共和国政治人物、外交官、翻译家。

## 生平
1977年，毕业于北京外国语学院英语系，进入中华人民共和国外交部工作，先后在外交部教育培训司、外交部翻译室、驻美国大使馆、外交部北美大洋洲司任职，期间曾赴塔夫茨大學弗莱彻法律与外交学院进修。后任外交部北美大洋洲司参赞。1998年，任外交部北美大洋洲司副司长。2001年3月，出任中华人民共和国驻新西兰大使兼驻库克群岛大使。2005年，任外交部翻译室主任。2008年5月，出任中华人民共和国驻瑞典大使。2011年3月，自驻瑞典大使离任。

## 家庭
已婚，有一女。